# Rengsjö landskommun
Rengsjö landskommun var en tidigare kommun i Gävleborgs län. Centralort var Rengsjö och kommunkod 1952–73 var 2114.

## Administrativ historik
Rengsjö landskommun inrättades den 1 januari 1863 i Rengsjö socken  i Hälsingland  när 1862 års kommunalförordningar trädde i kraft. Kommunen förblev opåverkad av kommunreformen 1952.
År 1971 infördes enhetlig kommuntyp och Rengsjö landskommun ombildades därmed, utan någon territoriell förändring, till Rengsjö kommun. Tre år senare blev dock kommunen en del av den nya Bollnäs kommun.

### Kyrklig tillhörighet
I kyrkligt hänseende tillhörde kommunen Rengsjö församling.

## Kommunvapen
Rengsjö landskommun förde inte något vapen.

## Geografi
Rengsjö landskommun omfattade den 1 januari 1952 en areal av 128,85 km², varav 120,15 km² land. Efter nymätningar och arealberäkningar färdiga den 1 januari 1961 omfattade landskommunen samma datum en areal av 129,72 km², varav 120,96 km² land.

### Tätorter i kommunen 1960
I Rengsjö landskommun fanns den 1 november 1960 ingen tätort. Tätortsgraden i kommunen var då alltså 0,0 procent. Orten Rengsjö blev tätort 1965.

## Politik

### Mandatfördelning i valen 1938-1970
| 6 | 4 | 7 | 1 | 2 |

| 20 |

| 4 | 5 | 7 | 2 | 2 |

| 20 |

| 4 | 6 | 7 | 2 | 1 |

| 20 |

| 3 | 6 | 1 | 8 | 2 |

| 20 |

| 4 | 5 | 7 | 2 | 2 |

| 20 |

| 4 | 6 | 1 | 7 | 2 |

| 20 |

| 3 | 7 | 7 | 2 | 1 |

| 20 |

| 4 | 7 | 7 | 2 |

| 19 |

| 3 | 8 | 7 | 1 | 1 |

| 17 | 3 |

### Fotnoter
1. ↑  Per Andersson: Sveriges kommunindelning 1863-1993, Draking, Mjölby 1993, ISBN 91-87784-05-X, s. 88
2. ↑   (PDF) Folkräkningen den 31 december 1950, I, Areal och folkmängd inom särskilda förvaltningsområden m.m., Tätorter. Stockholm: Statistiska centralbyrån. 1952-05-19. sid. 104. Arkiverad från originalet den 1 oktober 2014. https://www.webcitation.org/6T09ZkyrB?url=http://www.scb.se/Grupp/Hitta_statistik/Historisk_statistik/_Dokument/SOS/Folkrakningen_1950_1.pdf. Läst 9 oktober 2014 Arkiverad 29 oktober 2013 hämtat från the Wayback Machine.
3. ↑   ( PDF) Folkräkningen den 1 november 1960, I, Folkmängd inom kommuner och församlingar efter kön, ålder, civilstånd m.m.. Stockholm: Statistiska centralbyrån. 1961. sid. 53 & 203. Arkiverad från originalet den 15 juli 2015. https://www.webcitation.org/6a1zkRbkC?url=http://www.scb.se/Grupp/Hitta_statistik/Historisk_statistik/_Dokument/SOS/Folkrakningen_1960_01.pdf. Läst 16 november 2017 Arkiverad 14 oktober 2013 hämtat från the Wayback Machine.
4. ↑   ( PDF) Folkräkningen den 1 november 1960, II, Folkmängd inom tätorter efter kön, ålder och civilstånd.. Stockholm: Statistiska centralbyrån. 1961. sid. 26. Arkiverad från originalet den 29 juni 2015. https://www.webcitation.org/6ZeEB9Ija?url=http://www.scb.se/Grupp/Hitta_statistik/Historisk_statistik/_Dokument/SOS/Folkrakningen_1960_02.pdf. Läst 16 november 2017 Arkiverad 24 september 2015 hämtat från the Wayback Machine.